# اضطراب الجسدنة
اضطراب الجسدنة (بالإنجليزية: Somatization disorder)‏ وتسمى ايضاً متلازمة بريكيت " ( Briquit syndrome)، تيمناً بالطبيب الفرنسي بول بريكيت " "Paul Briquit أول من شخص الحالة .يبدا المرض خلسة باعراض قليلة ثم تتنوع لتشمل معظم الاجهزة يكثر عند النساء قبل عمر الثلاثين. المراجعة العاشرة للتصنيف الدولي للأمراض, .

## الاعراض
تتميز الأعراض الجسدية باشكال عديدة قد تبدأ قبل سن الـ 30 و تستمر لعدة سنوات وتؤدى إلى اللجوء إلى العلاج أو اختلال مهم في الأداء الإجتماعى أو الوظيفى أو مجالات مهمة أخرى من الحياة يركز المريض على الاعراض نفسها وعلى التاثير على صحته العامة وتطال الاجهزة كافة وتنقسم إلى اعراض تحويلية : شلل , ضعف عضلي، اختلاجات , احتباس بولي , صعوبة تبول، عسرة بلع، رؤية ضبابية، شفع عمى غشي فقد وعي صمات تيبس . شكايات هضمية : اقياء، غثيان , الم بطني اسهال انتفاخ بطن عدم تحمل الطعام . الالم : في المفاصل عدة مفاصل وفي الظهر البطن والاطراف عند التبول . شكايات جسدية : نقص الرغبة الجنسية، برودة جنسية, الالم عند الجماع، الم الطمث، عدم الانتظام، نزف طمثي . اعراض قلبية : زلة خفقان الم صدري دوام . ان ايجابية الاعراض يعتمد على وجود ثلاثة عشر عرضا من الاعراض السابقة . معايير التشخيص : لتشخص الحالة لا بد توافر : وجود عدد من الاعراض السابقة والمتعددة والمتغيرة من دون امكان غزوها إلى حالة طبية بدئية وذلك لمدة سنتين على الاقل . رفض المصاب التفسير النفسي للاعراض وعدم اقتناعه باطمانينة من قبل عدة اطباء مختلفين . انعكاس هذه الاعراض سلبا بدرجات متفاوتة على الوظيفة الاجتماعية والمهنية والعائلية للمريض . السير السريري مزمن وفي سوابق المريض نجد استقصائات كاملة أو عمليات جراحية لا مبرر لها . كثيرا ما يوجد اكتئاب أو قلق يوجبان العلاج المناسب أو يترافق مع سوء استخدام الادوية النفسية . العلاج : من الممكن اعطاء مضادات الاكتئاب ولمدة طويلة، حالات القلق عند الازمات ولكن العلاج مخيب للامل في عدد من الحالات . العلاجات النفسية الداعمة : الطمانينة والتشجيع والاشتراك في النشاطات الثقافية والاجتماعية والروحية . التركيز على الاندماج الاجتماعي للمريض أكثر من الأعراض . العلاج السلوكي .
يعاني ما بين ثلث إلى نصف المرضى الذين يزورون عيادات الأطباء حول العالم، من أعراض للألم، أو الإجهاد، من دون وجود سبب جسدي واضح لها. ويمكن تصنيف بعض هؤلاء الأشخاص، الذين يتوجهون لطلب المساعدة من هذه الأعراض التي لا يمكن تفسيرها، ضمن الأشخاص الذين يعانون من «الاضطرابات الجسدية نفسية المنشأ» (أو «اضطرابات الجسدنة») somatoform disorders، وفقا لما جاء في الطبعة الرابعة من «الدليل التشخيصي والإحصائي للاضطرابات العقلية . (DSM ـ IV) وفي التاريخ الماضي للطب العقلي، كان الرأي السائد يقول إن هذه الاضطرابات (التي غالبا ما كانت توضع ضمن حالات الهستيريا)، هي علامة على وجود صراع في العواطف أو المشاعر أو صدمات سابقة لم يتم حلها. وقي بدايات سنوات العشرينات من القرن الماضي بدأ استخدام مصطلح «الجسدنة» «somatization» الذي حدد تعريفه بأنه: تحويل الواقع العاطفي إلى أعراض جسدية.

## التشخيص
- وقد انعكست آخر التصورات الحديثة في دليل (DSM ـ IV) ولأجل أن تصنف الأعراض ضمن معايير هذا المجلد الطبي، فإنها يجب أن تكون أعراضا جلية ومؤثرة يمكنها أن تتداخل مع عمل الإنسان، وعلاقاته، ومختلف الوظائف التي يؤديها.

ورغم أن الأسس البيولوجية لهذه الاضطرابات تظل مستغلقة على الفهم، فإن النظرية السائدة هي أن المرضى بالاضطرابات الجسدية ـ النفسية، ولدى مقارنتهم بالأشخاص الأصحاء، هم من الأشخاص الحساسين لتأثيرات الأوضاع السلبية (مثل الروائح البغيضة)، وأقل مقاومة للأفكار الكارثية، وأكثر عرضة للتفسيرات السلبية لأحداث الحياة.
إلا أن هذه الخصائص لا يمكن رصدها بواسطة اختبار لتحليل الدم، كما لا يمكن رؤيتها فورا عند زيارة المريض للطبيب. ورغم أن الناس العاديين بل والأطباء، قد يرونها أعراضا ليس لها أي أساس بدني، وأنها «لا توجد إلا في مخيلة المريض»، فإنها أعراض حقيقية بالنسبة للمرضى الذين يعانون منها. ومن المفهوم هنا أن يتم البحث عن طرق للتخلص من متاعبها.

## العلاج
- يمكن للفحص الجسدي الدقيق، والتمعن في تاريخ المريض الطبي، أن يساعدا في استبعاد وجود حالات لمرض عصبي أو أي حالة مرضية أخرى. وحالما يتم تشخيص اضطراب الجسدنة، فإن نتائج التجارب السريرية تقترح اللجوء إلى إحدى الوسائل التالية التي تساعد في تخفيف أعراضه. ومن المهم معرفة أن هذه الوسائل العلاجية تكون فعالة لطيف كامل من اضطرابات الجسدنة، الأمر الذي يدعم النظرية القائلة بأنها، أي الاضطرابات، تتشارك في نفس الأسس البيولوجية والفسيولوجية.
- العلاج السلوكي المعرفي
- العلاج السلوكي المعرفي cognitive behavioral therapy من أكثر أنواع العلاج الذي يلجأ إليه الاختصاصيون باستمرار، لعلاج طيف اضطرابات الجسدنة. وقد توصلت دراسة مراجعة عام 2007 لعدد من تجارب المراقبة العشوائية، إلى خلاصة مفادها أن العلاج السلوكي المعرفي يخفف من الأعراض ويحسن القدرة على القيام بالوظائف، أفضل من عملية إحكام السيطرة على الأوضاع أو أي نوع من العلاجات الأخرى. ويساعد العلاج السلوكي المعرفي المرضى على إيجاد طرق لضبط أوضاعهم والتحكم فيها، وكسر تلك الدورة المفرغة من الألم والإحباط التي يمرون بها. وتشمل بعض الوسائل المحددة أثناء هذا العلاج: التدرب على الاسترخاء، حل المسائل، وسائل التصور المرئي visualization، التغذية البيولوجية العكسية biofeedback (عملية توجيه المريض للتحكم في جسمه ووظائفه.. إلخ)، التمارين، طرق التنفس. وربما يعتبر مثل هذا المنطلق المتعدد الأوجه، الأكثر ضرورة لعلاج حالات اضطرابات الجسدنة.
- مضادات الاكتئاب توصف عدة أنواع من مضادات الاكتئاب بشكل روتيني للمرضى المصابين باضطرابات الجسدنة، إلا أن الأبحاث لا توفر إلا دعما أقل لفعالية مضادات الاكتئاب مقارنة بفعالية العلاج السلوكي المعرفي.

كما أنه ليس من الواضح تماما كيف تؤدي مضادات الاكتئاب مفعولها في مساعدة المصابين باضطرابات الجسدنة، فهذه الأدوية يمكنها أن تعمل بشكل غير مباشر، لتخفيف أعراض الاكتئاب والقلق «واضطراب إجهاد ما بعد الصدمة» ـ وهي أعراض شائعة لدى المصابين باضطرابات الجسدنة. كما أن من المحتمل أن تؤدي مضادات الاكتئاب مفعولها مباشرة بالتأثير على الدارات العصبية التي لا تؤثر على المزاج فقط بل على حالات الإجهاد، وتقبل الألم، ومعاناة الجهاز الهضمي، والأعراض الأخرى التي تظهر في اضطرابات الجسدنة.
ورغم أن مضادات الاكتئاب لا تؤدي مهمتها إلا في عدد من المرضى، فإن دراسات قيمت توظيفها في علاج اضطرابات الجسدنة أفادت أن نسبة عالية من المرضى يتوقفون عن تناول الأدوية بسبب أعراضها الجانبية، كما لا توجد دراسات حول جرعات الأدوية المثلى، وفترة العلاج بها، أو نتائج لها بعيدة المدى.
- علاجات أخرى :توصلت تحليلات أولية لـ14 دراسة (بعض منها فقط من تجارب المراقبة العشوائية)، إلى خلاصة مفادها أن العلاج النفسي الديناميكي لفترة قصيرة، ربما يساعد وحده أو مع غيره مع العلاجات الأخرى في معالجة اضطرابات الجسدنة. والعلاج النفسي الديناميكي هو مصطلح عام يشمل مجموعة من التدخلات القصيرة التي تساعد المرضى في النفاذ ببصيرتهم نحو المشاكل داخل اللاوعي أو المشاكل العاطفية غير المحلولة. أما الأنواع الأخرى للعلاج النفسي فربما تكون مفيدة أيضا لعلاج اضطرابات الجسدنة، رغم أنه لا توجد دراسات كافية حولها. ويصعب تطبيق نتائج الأبحاث على العيادات الطبية في العالم الواقعي، لأن الدراسات تتوجه إلى التركيز على نوع واحد من العلاج أثناء البحث. وبما أن اضطرابات الجسدنة متعددة الأوجه في طبيعتها فإن العلاج المطلوب لها يكون متعدد الأوجه أيضا.